# روژانژ
روژانژ (به صربی: Rožanj) یک کوه در صربستان است که در Eastern Serbia واقع شده‌است. روژانژ ۸۹۷ متر بالاتر از سطح دریا واقع شده‌است.